# 瓦伊拉卡薩山 (利爾凱區)
13°07′06″S 74°45′42″W / 13.11833°S 74.76167°W
瓦伊拉卡薩山（Wayra Q'asa），是秘魯的山峰，位於該國中南部萬卡韋利卡大區，由安拉賴斯省的利爾凱區負責管轄，屬於安地斯山脈的一部分，海拔高度4,800米。